# Edelburga
Edelburga – imię żeńskie pochodzenia germańskiego. Powstało ono ze staro-wysoko-niemieckich słów adal – 'szlachetny ród' oraz burg o znaczeniu 'ochraniać, chronić'. Wśród świętych – św. Edelburga, królewna, ksieni (VIII wiek).
Edelburga imieniny obchodzi 7 lipca.